# یولیا پترووا
یولیا پترووا (روسی: Julia S. Petrov؛ زادهٔ ۲۴ مه ۱۹۷۹) ورزشکار واترپلو اهل روسیه است.
وی در مسابقات کشوری و بین‌المللی در مجموع برندهٔ ۲ مدال برنز شده‌است.